# Trinidad Scorpion Butch T
Il peperoncino Trinidad Scorpion Butch T è una cultivar di peperoncino. Si tratta di una cultivar di Capsicum chinense, derivato dallo Trinidad Scorpion, indigeno di Trinidad e Tobago.

## Storia
Prende il nome da Butch Taylor, proprietario delle fattorie Zydeco a Woodville (Crosby, Mississippi) e produttore di salse piccanti, responsabile della diffusione dei semi di questo peperoncino.
Entrò nel Guinness dei primati come il peperoncino più piccante al mondo, primato che perse in favore del Trinidad Moruga Scorpion.